# 拉希伊
拉希伊（Rasiei）是印度尼西亚西巴布亚省的一个城镇，是温达马湾县的行政中心。2010年普查，拉希伊区（印尼语：Kecamatan Rasiei）共2,619人，城镇中有369人。

## 资料来源
1. ↑  Biro Pusat Statistik, Jakarta, 2011.